# Niimo
Niimo（ニーモ）は、2012年から大分県を中心に活動しているグループ。株式会社BLUE CREATION所属。
グループ名は「New Impact In My OITA」の頭文字を組み合わせたもので、「新しい刺激を大分に」をテーマに活動している。年間100本を越えるライブを県内外で繰り広げ高い評価を受けている。
Niimoのファンの総称を「あお組」としており、ファンクラブN studioの運営も行っている。「ご当地アイドル殿堂入り」。

## 概要
大分県を中心に福岡など九州で活動を行っている。
その他大分県をはじめとする九州各地のイベントや、商業施設で行われる催事などに出演している。
イメージカラーは水色。爽やかさ・青春をテーマにした楽曲でのライブが好評である。
釣り好きのメンバー、及びスタッフで構成される「ぴーと釣り部」がある。

## メンバー
| 名前   | 愛称                         | 誕生日                 | 血液型 | 身長  | 加入日           | 備考 |
| ------ | ---------------------------- | ---------------------- | ------ | ----- | ---------------- | --- |
| さあや | さあちゃん                   | 1998年12月13日（26歳） |        |       | 2012年9月1日 ～  | 2012年9月、Chimoから移籍。初期メンバー。3代目リーダー。 好きな芸能人はAKB48、東京女子流＊、Fairies。ヤクルトの由規ファン。 特技はバトン、そろばん。ののこに憧れてオーディションを受けた。社会人の為お休み中。 |
| あきら | あきちょん・あきぽん・ぽんぬ | 2002年10月9日（22歳）  | O型    | 160cm | 2019年5月1日 ～  | 7代目リーダー。 |
| みう   | こみう・こみちゃん           | 2009年3月30日（16歳）  | A型    | 146cm | 2020年5月12日 ～ | 4代目サブリーダー。 |
| ゆい   | ゆいまーる                   | 2004年10月12日（20歳） | A型    | 147cm | 2022年6月11日 ～ | |
| えあり | えあ・えありんご             | 2007年8月16日（17歳）  | O型    | 157cm | 2022年6月11日 ～ | |
| るな   | るんちゃん                   | 2000年10月8日（24歳）  | A型    |       | 2022年9月11日 ～ | |
| えみる |                              | 2010年6月20日（15歳）  | A型    | 147cm | 2023年5月6日 ～  | |
| まい   |                              | 2008年10月1日（16歳）  | A型    | 159cm | 2024年9月15日 ～ | |

### 元メンバー
※卒業順に記載。
| 名前     | 愛称                     | 誕生日                 | 在籍期間                        | 備考 |
| -------- | ------------------------ | ---------------------- | ------------------------------- | --- |
| あいか   | -                        | -                      | 2012年9月 ～ 2013年2月          | 初期メンバー。 |
| なな     | なーこ                   | -                      | 2012年9月 ～ 2013年12月1日      | 初期メンバー。2014年6月に柳原萌恵（元ぶれいず）とユニット結成。 |
| みなえ   | みなえってぃ             | 1996年1月19日（29歳）  | 2013年6月29日 ～ 2014年5月24日  | まゆの友人で彼女に勧誘されて加入。 |
| ともか   | ともちゃん・もかもか     | 1995年11月14日（29歳） | 2012年9月1日 ～ 2014年9月27日   | 2012年9月、Chimo研修生から移籍。初期メンバー。 好きな歌手はボカロ全般（特にGUMI）。憧れの芸能人はトリンドル玲奈。 趣味はアニメ、アイドル鑑賞。                                                            |
| まゆ     | まうしゃん・まう         | 1995年6月8日（30歳）   | 2012年9月 ～ 2014年9月27日      | 初期メンバー。本名「佐々木舞夕」（ささき まゆ） 現在はタレントとして『モーニングてらす!』（宮崎放送）などに出演中。 身長170cm。Niimoで最も背が高かった。自称「挾間タワー」。 夫はプロ野球選手の戸根千明。 |
| ほのか   | ポン                     | 1996年5月29日（29歳）  | 2012年9月1日 ～ 2015年3月4日    | 初期メンバー。初期はChimoと兼任。ダンススクールに通っていた。 |
| ねお     | ねおたむ                 | 2000年6月17日（25歳）  | 2014年3月23日 ～ 2015年3月4日   | |
| なな     |                          |                        | 2015年1月10日 ～ 2015年3月4日   | |
| ちほ     | ポチ                     | 1995年8月1日（30歳）   | 2012年9月1日 ～ 2015年3月22日   | 初代リーダー。初期はChimoと兼任。 |
| ゆうり   | ゆーりたん               | 1995年6月17日（30歳）  | 2012年9月1日 ～ 2015年4月25日   | 初代サブリーダー。好きなものはコリラックマ。 |
| ななか   | ななかまる・まる         | 1998年10月15日（26歳） | 2012年9月1日 ～ 2015年6月14日   | ダンススクールに通っていた。好きな芸能人は大島優子、益若つばさ。 |
| うるみ   | -                        |                        | 2015年6月27日 ～ 2015年9月27日  | 家庭の転勤により活動辞退。 |
| しおり   | しおにゃん               | 1995年10月29日（29歳） | 2012年9月1日 ～ 2016年3月27日   | 2代目リーダー。 以前は黒縁の伊達眼鏡がトレードマークだった。 |
| なつみ   |                          | 2000年12月15日（24歳） | 2015年6月27日 ～ 2016年6月      | |
| あいね   |                          | 2000年1月5日（25歳）   | 2015年6月27日 ～ 2016年7月24日  | 学業専念により活動辞退。 |
| せいら   | せーら                   | 1999年9月16日（25歳）  | 2016年1月16日 ～ 2016年10月31日 | 規約違反により契約解除 |
| みさき   | みーみ                   | 2003年6月3日（22歳）   | 2015年2月11日 ～ 2017年8月26日  | |
| なるみ   | なるみん                 | 1995年11月11日（29歳） | 2016年11月19日 ～ 2017年9月     | |
| ふうか   | おふう                   | 2001年1月28日（24歳）  | 2017年5月27日 ～ 2018年10月8日  | ののかの姉。 |
| ののか   |                          | 2003年8月20日（21歳）  | 2017年9月 ～ 2018年10月8日      | ふうかの妹。 |
| みう     |                          | 2000年9月1日（24歳）   | 2017年2月25日 ～ 2018年12月26日 | |
| らんか   |                          | 1999年10月25日（25歳） | 2017年5月27日 ～ 2019年2月6日   | 家庭の都合により卒業 |
| しゅな   | しゅなお                 | 2000年11月27日（24歳） | 2015年6月27日 ～ 2019年3月24日  | 4代目リーダー。 |
| まな     |                          | 1999年5月11日（26歳）  | 2018年6月2日 ～ 2019年12月14日  | 2代目サブリーダー。 |
| はるな   | めーめー                 | 2005年4月3日（20歳）   | 2019年5月1日〜 2020年6月22日    | |
| みこと   | みこてぃ                 | 2003年3月7日（22歳）   | 2019年5月1日 〜 2020年6月22日   | |
| りん     | うーりん・うりぼうず     | 2003年6月22日（22歳）  | 2019年5月1日 ～ 2021年6月13日   | |
| まいか   | まいちゃおはまいちゃさん | 2003年6月25日（22歳）  | 2016年6月4日 ～ 2021年7月4日    | 5代目リーダー。 |
| みう     | みうみう・いーちゃん     | 2005年6月15日（20歳）  | 2019年8月25日 ～ 2021年11月27日 | |
| はるか   | ぱるちゃん               | 2007年4月27日（18歳）  | 2023年1月10日 ～ 2023年5月25日  | 学業専念により活動辞退 |
| りおん   | りおん・りおわん         | 2006年10月14日（18歳） | 2021年5月16日 ～ 2023年5月28日  | |
| さくらこ | らっこちゃん、さくちゃん | 2003年4月10日（22歳）  | 2021年9月5日 ～ 2023年8月26日   | |
| りむ     | りむ りむちょん          | 2004年1月13日（21歳）  | 2019年5月1日 ～ 2025年2月23日   | 6代目リーダー。 |

## 略歴

### 2012年
- 5月 - Chimo研修生によるユニットとして大分市・カルチアパークのステージにてお披露目。
- 7月 - 「シュシュ」の名称でトキハ屋上ビアガーデン『天空物語』に出演。
- 9月1日 - 「Niimo」の名称で活動開始。さあやがChimoより移籍。

### 2013年
- 4月6日 - 1stシングル『Let's Fly Away』発売。
- 6月29日 - みなえが加入。
- 7月14日 - 2ndシングル『夏恋スピード』発売。
- 11月9日 - ななが受験のため活動休止。
- 11月11日 - みなえが疲労骨折のため活動休止。
- 12月1日 - ななが規約違反のため契約解除。

### 2014年
- 1月 - さあやが受験のため活動休止。
- 1月21日 - ちほ、ともか、しおりの卒業が発表。
- 2月25日 - ちほ、ともか、しおりの卒業が撤回。
- 3月23日 - ねおが加入。
- 4月26日 - 3rdシングル『マスターキー』発売。
- 5月24日 - みなえが卒業。
- 6月1日 - ほのかが体調不良のため活動休止。
- 7月23日 - 初の全国流通盤となる4thシングル『全力恋モヨウ』発売。
- 9月27日 - まゆ、ともかが卒業。

### 2015年
- 1月10日 - ななが加入。
- 2月6日 - ちほが体調不良のため活動休止。
- 2月11日 - みさきが加入。
- 3月4日 - ちほが卒業を発表。ほのかが卒業。ねお、ななが活動辞退。
- 3月11日 - 5thシングル『恋愛バイブレーション』発売。
- 3月22日 - ちほが卒業。
- 4月25日 - ゆうりが卒業。
- 6月14日 - しおりが新リーダーに就任。ななかが活動辞退。
- 6月27日 - あいね、しゅな、なつみ、うるみが加入。
- 9月27日 - うるみが卒業。
- 11月11日 - 「好きっちゃ！とり天」ミュージックビデオが公開[12]。
- 11月22日 - しゅなが受験のため活動休止。

### 2016年
- 1月16日 - せいらが加入。
- 3月27日 - しおりが卒業[5]。
- 6月4日 - まいかが加入。
- 7月24日 - あいねが学業専念のため活動辞退[6]。
- 8月5日 - TOKYO IDOL FESTIVAL2016に出演。
- 10月31日 - せいらが活動辞退[7]。
- 11月19日 - なるみが研究生として加入[8]。

### 2017年
- 2月25日 - みうが加入。
- 5月27日 - ふうか、らんかが加入。
- 8月26日 - みさきが卒業。
- 9月 - ののかが加入。姉のふうかに憧れて。なるみが卒業。

### 2018年
- 6月2日 - まなが加入。
- 10月8日 - ふうか、ののか姉妹が揃って卒業。
- 12月26日 - みうが卒業。

### 2019年
- 2月6日 - らんかが活動辞退。
- 3月24日 - しゅなが卒業。
- 5月1日 - あきら、りむ、りん、はるな、みことが加入。
- 8月25日 - みう（いーちゃん）が加入。
- 12月14日 - まなが卒業。卒業の日に、遡って2代目サブリーダーに任命した。

### 2020年
- 5月12日 - みう（こみう）が加入。在籍メンバーと名前が重複したため、それぞれをいーちゃん、こみうと呼称。
- 6月22日 - はるな、みことが活動辞退[13]。
- 9月6日 - ファンコミュニティサイト (ファンクラブ)「N studio (通称Nスタ)」をFanicon内にて開設[14]。

### 2021年
- 5月16日 - りおんが加入。昨年開催できなかった、全曲ライブを開催。全23曲を披露した[15]。
- 6月13日 - りんが卒業。
- 7月4日 - 5代目リーダーのまいかが卒業。6代目リーダーにりむ、3代目サブリーダーにあきらが任命[11]。
- 9月5日 - さくらこが加入。新型コロナウイルス感染症の影響で、みう（こみう）に続いて配信上での加入発表となった[16]。
- 11月27日 - みう(いーちゃん)が卒業[17]。

### 2022年
- 1月29日 - 8枚目のシングルとなる『君の声』を発売。
- 3月13日 - 「Chimoあかり生誕祭」にてさくらこが正規メンバーに昇格[18]。
- 6月11日 - ゆい、えありが加入。
- 9月1日 - 結成10年を迎えて日本ご当地アイドル活性協会より『ご当地アイドル殿堂入り』に認定される[19]。
- 9月11日 - 「にゅういんぱくといんまいおおいたvol.87〜Niimo10周年記念LIVE〜」にて、るなが加入[20]。
- 11月30日 - Niimoメンバー及び運営スタッフ森川・保田が合同会社Beat Agencyを退所。
- 12月1日 - 森川を代表とする株式会社BLUE CREATIONを設立。メンバー全員同事務所の所属となる。

### 2023年
- 3月25日 - 「にゅういんぱくと97」にてゆい、えありが正規メンバーに昇格。
- 5月6日 - えみるが加入。
- 5月25日 - はるかが活動辞退。
- 5月28日 - りおんが卒業。
- 6月5日 - 「にゅういんぱくと102～ゆい・えあり1周年記念LIVE」にてるなが正規メンバーに昇格。
- 8月26日 - さくらこが卒業。

### 2024年
- 1月7日 - 「にゅういんぱくと117～新年会SP～」にてえみるが正規メンバーに昇格。
- 9月15日 - 「にゅういんぱくと127〜Niimo12周年記念LIVE」にてまいが加入[21]。

## 出演

### 主な広告

#### テレビCM
- 九州ラーメン和（2013年）（まゆ）
- 「好きっちゃ！とり天」ミュージックビデオ（2015年、大分市公式動画チャンネル「いいやん！大分」）[12]
- 新電力おおいた「大分が生んだ宝ものキャンペーン」（2019年） - まな、Chimoのちか
- 第26回参議院議員通常選挙 CM (2022年) - あきら[22]

### 映画
- Sea of Love～いとしまに魅せられて～（2013年、いとしま自主映画上映実行委員会）（まゆ）

## 主な活動場所（公演会場）
- T.O.P.S Bitts HALL（大分市、ライブハウス）
- 大分音楽館（大分市、ライブハウス）
- カルチアパーク（大分市、イベントホール）